# Semicossyphus pulcher
Semicossyphus pulcher е вид лъчеперка от семейство Labridae. Видът е световно застрашен, със статут Уязвим.

## Разпространение
Разпространен е в Мексико (Гуадалупе и Долна Калифорния) и САЩ (Калифорния).